# 21363 Джотвані
21363 Джотвані (21363 Jotwani) — астероїд головного поясу, відкритий 30 квітня 1997 року.
Тіссеранів параметр щодо Юпітера — 3,239.